# Nove Plavnice
Nove Plavnice također znane kao naselje Križevačka cesta prema glavnoj prometnici su četvrt, koja se nalazi u zapadnom dijelu grada Bjelovara. 

## Opis
Četvrt se prostire istočno od naselja Klokočevac, južno od četvrti Hrgovljani, zapadno od rječice Plavnice te sjeverno od naselja Stare Plavnice. 
Glavne prometnice u četvrti su Križevačka cesta te ulica Nove Plavnice. 
Četvrt je pretežito stambene namjene s određenim komercionalnim objektima prostireni uz Križevačku cestu. Unutar četvrti također se nalazi župna crkva sv. Ane.  

## Povijest
Nove Plavnice su u nedavnoj prošlosti bile vlastito ruralno naselje u krugu Bjelovara. Nastale su naseljavanjem kršćanskog stanovništva nakon turske vladavine 17. stoljeća. Na karti prve vojne izmjere naselje je sa Starim Plavnicama 1774. godine navedeno kao "Dorf Dolnie Plavnicze". Novim Plavnicama je tijekom 1980-ih ukinut status naselja te su kao gradska četvrt pripojeni gradu Bjelovaru. Slične sudbine zadesile su i ostala naselja poput Ivanovčana, Hrgovljana, Velike Sredice i Male Sredice.
Župu sv. Ane u Novim Plavnicama je osnovao zagrebački kardinal Franjo Kuharić 29. svibnja 1980. godine. Do tada je to područje pripadalo župi sv. Terezije Avilske u Bjelovaru. Župa je tada imala oko 5000 vjernika, ali nije imala crkvu.
Godine 1993. godine je dovršena župna crkva sv. Ane.   